# Дэнси, Хью
Хью Майкл Хо́рас Дэ́нси (англ. Hugh Michael Horace Dancy; род. 19 июня 1975) — английский актёр.

## Ранние годы
Хью Дэнси родился в Сток-он-Тренте, Стаффордшир, и вырос в Ньюкасл-андер-Лайме. Его мать, Сара Энн Дэнси (урождённая Бирли; род. 1952), — издатель, а отец, Джонатан Дэнси (род. 1946), — профессор философии. У него есть младшие брат и сестра. Дэнси окончил Винчестерcкий колледж и колледж Святого Петра при Оксфордском университете. В 18 лет он сыграл в пьесе Шекспира «Двенадцатая ночь».

## Карьера
В 1999 году Хью Дэнси снялся в роли Дэнни, у которого был роман с Рейчел во второй серии британского сериала Cold Feet.
В 2007 у Дэнси была главная роль капитана Денниса Стэнхоупа в постановке «Journey’s End» («Конец путешествия») на Бродвее (театр Belasco). Кроме того, Хью сыграл роль Айдена в фильме «Кровь и шоколад» в 2007 году. А в 2009 году Хью Дэнси сыграл роль Адама, мужчину с синдромом Аспергера в независимом фильме «Адам». Он также появился в экранной адаптации романа «Дикая грация» Натали Робинс и Стивена М. Л. Аронсона.
Хью Дэнси сыграл в постановке «The Pride» («Гордость»), автором которой является Алекси Кей Кэмбелл в театре Люсиль Лортел в Нью-Йорке. А в 2009 Хью сыграл роль Люка Брендона в фильме «Шопоголик» вместе с Айлой Фишер.

## Личная жизнь
На съёмках фильма «Вечер» в 2006 году Дэнси познакомился с актрисой Клэр Дэйнс, с которой начал встречаться. В феврале 2009 года они объявили о помолвке. Они поженились в том же году во Франции. У пары есть двое сыновей Сайрус (17 декабря 2012 года) и Роуэн (27 августа 2018 года). Летом 2023 года родился 3 ребенок. Живут в Вест-Виллидж, Нью-Йорк

## Фильмография
| Год       |    | Русское название                 | Оригинальное название            | Роль                      |
| --------- | -- | -------------------------------- | -------------------------------- | ------------------------- |
| 1998      | с  | Испытание и возмездие            | Trial & Retribution              | Роберт Белини             |
| 1998      | с  | Новые приключения Робин Гуда     | The New Adventures of Robin Hood | Кайл                      |
| 1998—1999 | с  | Зона опасности                   | Dangerfield                      | Чарли Пэйдж               |
| 1999      | с  | Холодные ступни                  | Cold Feet                        | Дэнни                     |
| 1999      | с  | Кавана                           | Kavanagh QC                      | Майкл Вудли               |
| 2000      | с  | Охотники за древностями          | Relic Hunter                     | Майкл Превин              |
| 2000      | тф | Дэвид Копперфилд                 | David Copperfield                | Дэвид Копперфилд          |
| 2000      | тф | Госпожа Бовари                   | Madame Bovary                    | Леон                      |
| 2001      | ф  | Чёрный ястреб                    | Black Hawk Down                  | сержант Курт Шмидт        |
| 2001      | ф  | Мушкетёры                        | Young Blades                     | Д’Артаньян                |
| 2002      | с  | Даниэль Деронда                  | Daniel Deronda                   | Даниэль Деронда           |
| 2003      | ф  | Темп                             | Tempo                            | Джек                      |
| 2003      | ф  | Интимный словарь                 | The Sleeping Dictionary          | Джон Траскотт             |
| 2004      | ф  | Король Артур                     | King Arthur                      | Галахад                   |
| 2004      | ф  | Заколдованная Элла               | Ella Enchanted                   | принц Чар                 |
| 2005      | ф  | Отстреливая собак                | Shooting Dogs                    | Джо Коннор                |
| 2006      | ф  | Основной инстинкт 2: Жажда риска | Basic Instinct 2: Risk Addiction | Адам Тауэрс               |
| 2006      | с  | Елизавета I                      | Elizabeth I                      | граф Эссекс               |
| 2007      | ф  | Жизнь по Джейн Остин             | The Jane Austen Book Club        | Григг Харрис              |
| 2007      | ф  | Вечер                            | Evening                          | Бадди Виттенборн          |
| 2007      | ф  | Дикая грация                     | Savage Grace                     | Сэм Грин                  |
| 2007      | ф  | Кровь и шоколад                  | Blood & Chocolate                | Эйден                     |
| 2009      | ф  | Шопоголик                        | Confessions of a Shopaholic      | Люк Брендон               |
| 2009      | ф  | Адам                             | Adam                             | Адам                      |
| 2010      | ф  | Тренер                           | Coach                            | Ник                       |
| 2011      | с  | Эта страшная буква «Р»           | The Big C                        | Ли Феллон                 |
| 2011      | ф  | Мой придурочный брат             | Our Idiot Brother                | Кристиан                  |
| 2011      | ф  | Марта, Марси Мэй, Марлен         | Martha Marcy May Marlene         | Тед                       |
| 2011      | ф  | Без истерики!                    | Hysteria                         | доктор Мортимер Граннвиль |
| 2013—2015 | с  | Ганнибал                         | Hannibal                         | Уилл Грэм                 |
| 2015      | с  | Галлиполийская история           | Deadline Gallipoli               | Эллис Ашмед Бартлетт      |
| 2016—2018 | с  | Путь                             | The Path                         | Кэл Робертс               |
| 2019      | ф  | В прямом эфире                   | Late Night                       | Чарли                     |
| 2020      | с  | Родина                           | Homeland                         | Джон Забель               |
| 2020—2021 | с  | Хорошая борьба                   | The Good Fight                   | Калеб Гарлин              |
| 2022      | с  | Закон и порядок                  | Law & Order                      | Нолан Прайс               |
| 2022      | ф  | Аббатство Даунтон: Новая эра     | Downton Abbey: A New Era         | Джек Барбер               |